# Juraj Valčuha
Juraj Valčuha (Bratislava, 1976) è un direttore d'orchestra slovacco.

## Biografia
Juraj Valčuha ha studiato composizione, direzione d'orchestra e cimbalom al Conservatorio di Bratislava; ha poi proseguito gli studi di Composizione e di direzione d’orchestra al Conservatorio di San Pietroburgo, dove è stato allievo di Il'ja Músin, e successivamente (1998) al Conservatorio di Parigi, allievo di János Fürst e Jorma Panula.
Dal 2003 al 2005 Valčuha è stato direttore assistente presso l'Opéra Orchestre national Montpellier Languedoc-Roussillon; ha diretto per l'Orchestre national de France, con la quale ha registrato la prima registrazione assoluta Mirra di Domenico Alaleona, e quindi con l'Orchestre Philharmonique de Radio France, l'Orchestre philharmonique de Nice e l'Orchestre national du Capitole de Toulouse. Da allora sono seguiti regolarmente inviti dalle maggiori compagini internazionali. Nel 2007 debuttò con l´Orchestre national de France al Teatro Comunale di Bologna con La bohème di Puccini. Dal 2009 al 2016 Valčuha è Direttore Principale dell'Orchestra sinfonica nazionale della RAI.
Dalla stagione 2016-2017 alla stagione 2021-2022 è direttore musicale del Teatro San Carlo di Napoli concludendo l’esperienza napoletana dirigendo il Don Carlo di Giuseppe Verdi all’inaugurazione della stagione 2022-2023, cedendo ufficialmente il ruolo a Dan Ettinger.